# آصلی کالاچ
آصلی کالاچ (ترکی استانبولی: Aslı Kalaç؛ زادهٔ ۱۳ دسامبر ۱۹۹۵) یک بازیکن والیبال اهل ترکیه است. قد او ۱۸۳ سانتیمتر (۶٫۰۰ فوت) و وزن وی ۷۳ کیلوگرم (۱۶۱ پوند) و در موقعیت مدافع وسط بازی می‌کند. او همکنون برای تیم والیبال فنرباغچه بازی می‌کند. کالاچ در سال ۲۰۱۱ برای اولین بار در تیم ملی نوجوانان دختران حضور پیدا کرد و در حال حاضر عضو تیم ملی والیبال نوجوانان زنان ترکیه است. او شماره ۹ را می‌پوشد.
او در ۱۳ دسامبر ۱۹۹۵ در استانبول به دنیا آمد. پدرش در تابستان سال ۲۰۰۶ او را پس از اینکه یک سال به ورزش شنا مشغول بود، به والیبال دعوت کرد. او در ابتدا توسط منیپ اوزدوراک در تیم والیبال زنان یشیل‌یورت مربیگری می‌شد. او پس از دو فصل بازی در دبیرستان ورزشی TVF، در ژوئیه ۲۰۱۱ برای والیبال زنان یشیلیورت، که در لیگ والیبال زنان ترکیه رقابت می‌کند، قرارداد امضا کرد. او به گالاتاسرای منتقل شد. او قبل از رفتن به THY هفت فصل بازی کرد. او در نهایت به فنرباغچه منتقل شد.

## باشگاه‌ها
- Yeşilyurt (2006–2009)
- TVF Sport High School (2009–2011)
- Yeşilyurt (2011–2013)
- Galatasaray (2013–2020)
- THY(2020–2022)
- Fenerbahçe (2022– today)